# Industria del sexo

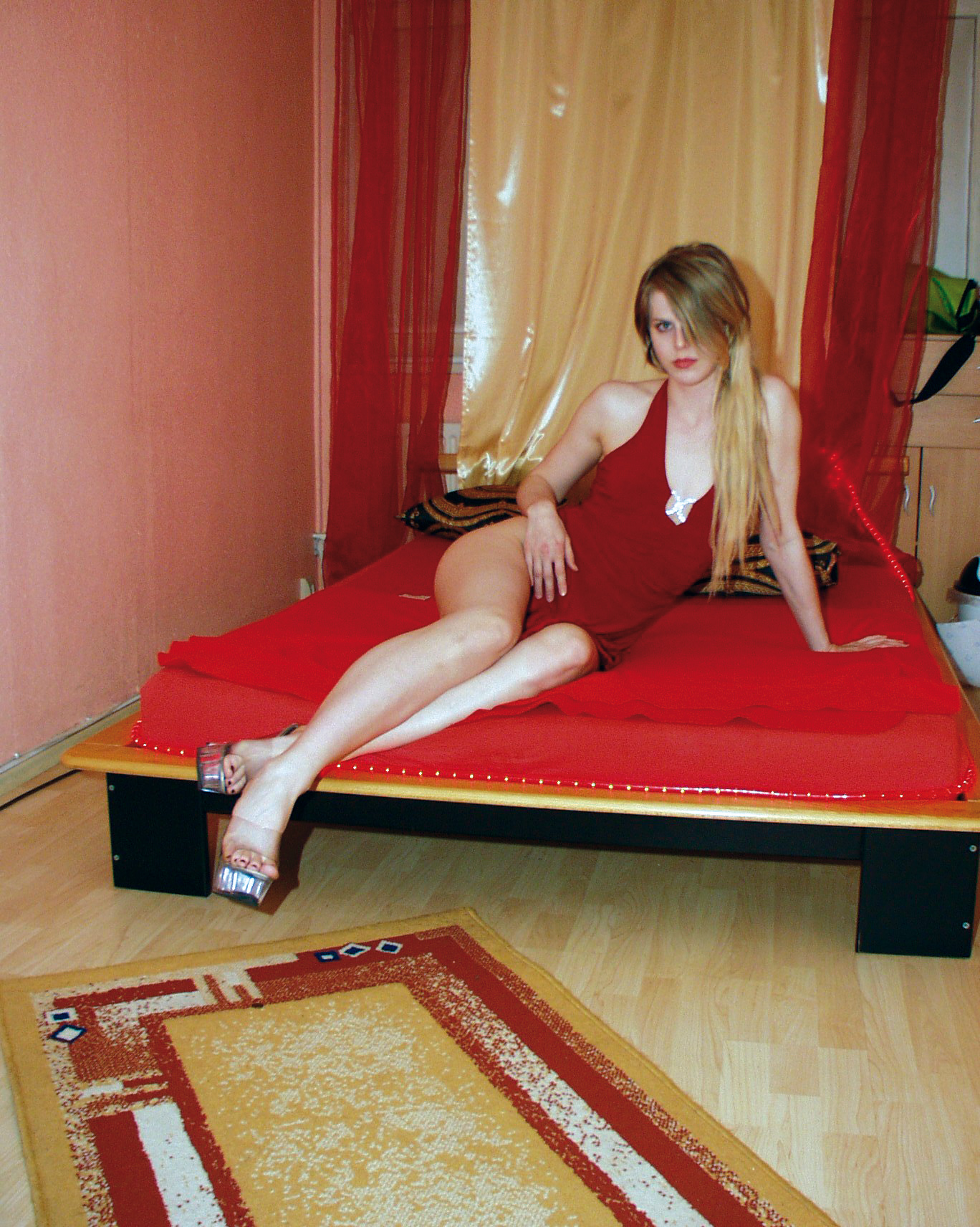
Una trabajadora sexual en Alemania.

La industria del sexo es el término dado a la industria comercial de las empresas que emplean a trabajadores sexuales en varias capacidades, por lo general relacionadas con lo que se describe como entretenimiento para adultos que incluye erotismo y pornografía, ya que comprende una serie de formas de entretenimiento relacionados con el sexo.
La industria del sexo representa una parte importante de la economía mundial. Originalmente se basaba en espectáculos en directo en locales como cabarets y clubes nocturnos, pero debido a los avances tecnológicos, la industria ha derivado a formatos multimedia, tales como sexo telefónico, videos caseros, DVD, pay-per-view, video streaming y videos bajo demanda.
Ejemplos de los tipos modernos de las empresas que operan en la industria del sexo son Hustler (una revista mensual para hombres); SexTV: The Channel (un canal de televisión digital por cable); randimg.com (un popular sitio web), Artemis (un mega-burdel en Alemania), y Ann Summers (una exitosa cadena británica de sex shops).

## Tipos de negocios

### Películas para adultos
La explosiva popularidad de la videograbadora en los años 1970 y 1980 condujo a un crecimiento sin precedentes para la industria cinematográfica para adultos. La portabilidad de la tecnología proporcionó una mayor disponibilidad de las denominadas "películas sucias" más allá del ámbito de los simples proyectores de cine de la época anterior, con grandes ganancias y de mejor calidad, a los valores de producción. Cada año, los Premios AVN, incluyendo categorías como las de Mejor producción en alta definición y Mejor Nuevo Starlet se dan a determinadas películas para adultos.
- Aproximadamente 88 por ciento de las escenas pornográficas contienen algún tipo de agresión física —nalgadas, cachetadas, sofocación—, y 49 por ciento incluye agresiones verbales.

Cuando los actos sexuales se realizan para un público en directo, por definición no se trata de pornografía porque el término se aplica a la representación del acto, no al acto en sí. Por lo tanto, imágenes como los espectáculos sexuales y los striptease no se consideran pornografía.
Hay pruebas contradictorias sobre el impacto social de la pornografía. Algunas conclusiones proceden de un metaanálisis que resume datos de estudios anteriores. Un metaanálisis de 2015 descubrió que el consumo de pornografía se correlaciona con la agresión sexual. Sin embargo, se desconoce si la pornografía fomenta, reduce o no tiene ningún efecto sobre la agresión sexual a nivel individual, ya que la correlación no puede ser causal. De hecho, en contra de la intuición, se ha descubierto que la pornografía reduce la agresión sexual a nivel social. Una revisión de 2009 afirmaba que todos los estudios científicos sobre la mayor disponibilidad de pornografía no muestran ningún cambio o disminución de los delitos sexuales. En un metaanálisis realizado en 2017 se examinó si el consumo de pornografía afecta a la felicidad de los consumidores. Se concluyó que los hombres que consumen pornografía están menos satisfechos con algunas áreas de su vida, pero que el consumo de pornografía no tiene un impacto significativo en otras áreas o en la vida de las mujeres. Además, una muestra de estadounidenses demostró en 2017 que quienes veían pornografía tenían más probabilidades de experimentar la ruptura de una relación romántica que sus homólogos que no veían pornografía, y que el efecto era más pronunciado en los hombres.

### Internet
Los primeros ordenadores personales capaces de comunicarse en la red llevaron a la llegada de los servicios en línea para adultos a principios de los años 1990. Al inicio de los primeros días de la World Wide Web creció rápidamente la denominada Burbuja.com, en parte impulsada por un increíble aumento global de la demanda y consumo de pornografía y erotismo. Asimismo, comenzaron a aparecer numerosos sitios web donde las trabajadoras sexuales podían anunciarse para captar clientes.

### Proveedores de servicios para adultos

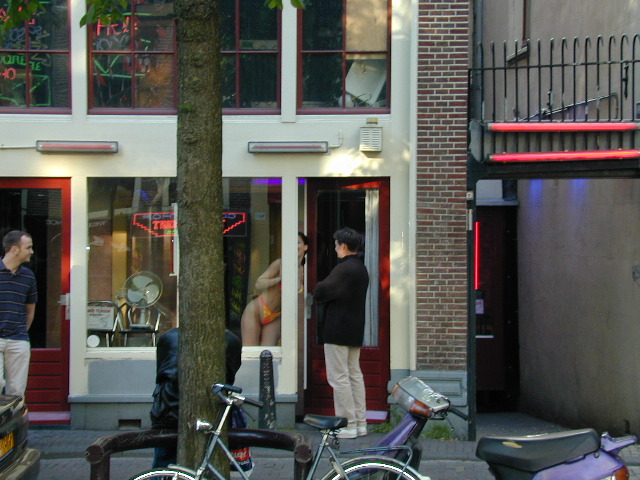
Prostituta en la vitrina de un burdel.

Un trabajador sexual, también llamado proveedor de servicios para adultos, o proveedor de sexo para adultos, ofrece servicios sexuales para adultos. Esto puede incluir a prostitutas, espectáculos eróticos y de sexo en vivo, bailarinas eróticas, sexo telefónico, videochat para adultos, etc.